# Зайкин, Михаил Иванович
Михаил Иванович Зайкин (1 января 1953 — 1 августа 2014) — советский и российский педагог-математик. Доктор педагогических наук, профессор, заведующий кафедрой математики, теории и методики обучения математике Арзамасского государственного педагогического института имени А. П. Гайдара.

## Биография
В 1977 окончил физико-математический факультет Арзамасского государственного педагогического института им. А. П. Гайдара.
В 1985 защитил кандидатскую диссертацию на тему: «Методика обобщающего повторения при обучении математике в 4-5 классах средней школы».
В 1993 защитил докторскую диссертацию на тему: «Исследование организационной структуры учебного процесса по математике в классах с малой наполняемостью».
В 1994 присвоено учёное звание профессор.
С 1994 — заведующий кафедрой математики, теории и методики обучения математике.
С 1999 — академик Российской академии социальных наук.
Входил в состав специализированных советов по педагогическим наукам, Федерального экспертного совета по школьным учебникам математики, Всероссийского научно-методического совета по подготовке специалистов для сельской школы МОН РФ.
Руководил научной лабораторией дидактики сельской школы Арзамасского государственного педагогического института имени А. П. Гайдара.
Умер 1 августа 2014 г в больнице Семашко Нижний Новгород.
Похоронен в с.Морозовка Арзамасский р-н, Нижегородская обл.

## Педагогическая и научная деятельность
Читал общие и специальные курсы:
- «Теория и методика обучения математике»
- «История математики»
- «Математическое развитие школьников»
- «Задачные конструкции в обучении математике»
- «Приобщение школьников к математическому творчеству»
- «Теория развития информационного общества».

Область научных интересов — теория обучения математике; образовательные технологии в сельской школе; теория воспитания.
Подготовил более 50 кандидатов и докторов наук по теории и методике обучения математике, общей педагогике и профессиональному образованию.
Опубликовал свыше 450 научных и учебно-методических работ в различных изданиях, в том числе 13 монографий и 25 учебных и методических пособий.

### Избранные труды
- Алексеева С. В., Зайкин М. И. Геометрия: Учеб.-тетр. для углубл. изуч. геометрии. — Арзамас: Изд-во АГПИ, 2000. — 112 с. — (Учебные пособия для сельской школы). — ISBN 5-86517-058-9.
- Волгунов В. А., Зайкин М. И. Воспитательная среда детского оздоровительного лагеря: модель, принципы и условия формирования. — Н. Новгород: Растр-НН, 2005. — 236 с. — ISBN 5-901956-12-5.
- Данюшенков В. С., Гилязова О. Г., Зайкин М. И. Технологические подходы к обучению учащихся в сельской школе. — Киров: ВГПУ, 2000. — 140 с. — ISBN 5-900185-41-9.
- Зайкин М. И. Исследование организационной структуры учебного процесса по математике в классах с малой наполняемостью: Автореф. дис. … д-ра пед. наук. — М., 1993. — 34 с.
- Зайкин М. И. Математический тренинг: Развиваем комбинац. способности. — М.: Гуманитар. изд. центр "ВЛАДОС", 1996. — 172 с. — 30 000 экз. — ISBN 5-87065-060-7.
- Зайкин М. И. Особенности обучения математике в классах с малой наполняемостью: (В помощь изучающим пробл. сел. малокомплект. шк.). — Горький: Упрполиграфиздат, 1988. — 61 с. — 1000 экз.
- Зайкин М. И. От задания к заданию – в глубину познания: опыт приобщения к математическому творчеству: [книга для учащихся общеобразовательных учреждений и студентов педагогических вузов]. — Арзамас: Арзамасский гос. пед. ин-т, 2009. — 146 с. — ISBN 978-5-86517-417-2.
- Зайкин М. И. Преобразование сложных радикалов: элективный курс по математике: учебное пособие для старшеклассников и студентов. — Арзамас: Арзамасский гос. пед. ин-т, 2008. — 131 с. — ISBN 978-5-8651-7394-6.
- Зайкин М. И. Развивай геометрическую интуицию: Кн. для учащихся 5 – 9-х кл. общеобразоват. учреждений. — М.: Просвещение; Гуманит. изд. центр "ВЛАДОС", 1995. — 111 с. — 30 000 экз. — ISBN 5-09-005127-5.
- Зайкин М. И. Феномены малокомплектных школ. — Горький: Волго-Вят. кн. изд-во, 1990. — 141 с. — 2000 экз. — ISBN 5-7420-0310-2.
- Зайкин М. И., Алексеева С. В., Левашов А. М. Обучение профильных групп учащихся сельских школ на основе внутриклассной дифференциации. — Арзамас: АГПИ, 2003. — 177 с. — ISBN 5-86517-169-0.
- Зайкин М. И., Алексеева С. В., Шкильменская Н. А. Технология углубленного изучения математики на основе внутриклассной дифференциации: 8 – 9 кл. — Арзамас: Изд-во АГПИ, 2000. — 80 с. — (Учебно-методические пособия для сельской школы). — ISBN 5-86517-057-0.
- Зайкин М. И., Колосова В. А. Учимся на чужих ошибках: Тетр. с развивающими заданиями по математике: 5 кл. — М.: Рус. слово, 1998. — 50 с. — ISBN 5-7233-0238-8.
- Зайкин М. И., Колосова В. А. Учимся на чужих ошибках: Тетр. с развивающими заданиями по математике: 6 кл. — М.: Рус. слово, 1998. — ISBN 5-7233-0239-6.
- Зайкин М. И., Матушкина З. П., Подходова Н. С. Рабочие тетради по математике: Для 5 - 6-х кл. — М.: Гуманит. изд. центр "ВЛАДОС", 1996. — 128 с. — 50 000 экз. — ISBN 5-87065-087-9.
- Зайкин М. И., Менькова С. В., Фролов И. В., Шкильменская Н. А. Модель сельской школы с профильным обучением на основе внутриклассной дифференциации. — Арзамас, М.: Арзамасский гос. пед. ин-т, 2005. — 87 с. — ISBN 5-86517-246-8.
- Зайкин М. И., Саранцев Г. И. Урок математики в малокомплектной школе: Кн. для учителя. — Саранск: Мордов. кн. изд-во, 1992. — 124 с. — 1200 экз. — ISBN 5-7595-0723-0.
- Зайкин М. И., Фролов И. В., Шкильменская Н. А. Технологии дифференцированного обучения в сельской школе: монография. — Арзамас: АГПИ, 2008. — 231 с. — ISBN 978-5-86517-384-7.
- Зайкин М. И. Феномены малокомплектных школ. — Горький: Волго-Вят. кн. изд-во, 1990. — 141 с. — ISBN 5-7420-0310-2.
- Хрестоматия по методике математики: методы обучения: учебное пособие для студентов высших учебных заведений / [сост.: М. И. Зайкин, С. В. Арюткина]. — Арзамас: Арзамасский гос. пед. ин-т, 2008.
- Хрестоматия по методике математики: обучение через задачи: учебное пособие для студентов высших учебных заведений / [сост. М. И. Зайкин, С. В. Арюткина]. — Арзамас: Арзамасский гос. пед. ин-т, 2005. — 300 с. — ISBN 5-86517-246-X.
- Шкильменская Н. А., Зайкин М. И. Алгебра: Учеб.-тетр. для углубл. изуч. алгебры. — Арзамас: АГПИ, 2000. — 112 с. — (Учебные пособия для сельской школы). — ISBN 5-86517-059-7.
- Шкильменская Н. А., Зайкин М. И. Алгебра 9: Учеб.-тетр. для углубл. изуч. алгебры: [Эксперим. учеб. пособие для сел. малочисл. шк.]. — Арзамас: АГПИ, 2000. — 125 с. — (Учебные пособия для сельской школы). — ISBN 5-86517-074-0.

## Награды
- Отличник народного просвещения (1994)
- Почётный работник высшего профессионального образования Российской Федерации (1999)
- Заслуженный работник высшей школы Российской Федерации (2003)
- медаль Минобрнауки РФ «За развитие научно-исследовательской работы студентов» (2004)
- Медаль К. Д. Ушинского (2007).
- Медаль ордена "За заслуги перед Отечеством" II степени (2012)